# حسین‌آباد (شیرکوه)
حسین‌آباد (تفت)، روستایی واقع دردهستان شیرکوه از توابع بخش مرکزی شهرستان تفت در استان یزد ایران است.

## جمعیت
این روستا در دهستان شیرکوه قرار دارد و براساس سرشماری مرکز آمار ایران در سال ۱۳۸۵، جمعیت آن ۱۷ نفر (۹خانوار) بوده‌است.